# Assetjament físic
L'assetjament o stalking és una forma d'assetjament que consisteix en la persecució ininterrompuda i intrusiva d'un subjecte amb qui es pretén iniciar o restablir contacte personal contra la seva voluntat. Stalking és un mot anglosaxó que significa assetjar, perseguir i que es pot traduir per “assetjament” o “persecució”. El terme s'utilitza en els àmbits de la sociologia, psicologia i el dret.
En dret penal les conductes d’assetjament o stalking se sancionen com a delicte contra la llibertat de les persones. Són conductes caracteritzades per patrons d’actuació insistents i reiterats contra la víctima que li suposen un greu trasbals per a la seva vida.
En psicologia s'utilitza el terme stalking per referir-se a un trastorn que pateixen algunes persones i que els du a espiar la seva víctima, seguir-la pel carrer, trucar-la per telèfon, enviar-li cartes, missatges SMS, regals, escriure el seu nom a murs de zones molt visibles o, fins i tot, amenaçar-la i cometre actes violents contra aquesta persona. Aquest trastorn pot ser causa d'una "obsessió" cap a la víctima.
També s'ha de considerar que molts casos d'assetjament no necessàriament deriven d'una obsessió personal; la intenció de perseguir és, a més d'aconseguir informació de la víctima, un recurs de fer-li la vida difícil o impossible.
Hi ha governs, sobretot autoritaris i totalitaris, que han utilitzat l'stalking com una mesura per mantenir el control del seu país mitjançant una policia secreta capaç d'envair la vida personal de ciutadans sospitosos i buscar proves que els puguin incriminar. Grups com la Schutzstaffel, la Gestapo, la Cheka, l'Agència Central d'Intel·ligència i l'NKVD en són els millors exemples. També s'usa per grups insurreccionistes i revolucionaris com un mitjà per complir una agenda política.

## Regulació del delicte d’assetjament ostalking

### Espanya
En virtut de la Llei Orgànica 1/2015, de 30 de març, de modificació del Codi Penal espanyol es va incriminar per primera vegada la conducta d’assetjament o stalking en l’article 172 ter, dins els delictes contra la llibertat.
El precepte estableix que serà castigat amb la pena de presó de tres mesos a dos anys o multa de sis a vint-i-quatre mesos aquella persona que assetgi a una altra duent a terme, de forma insistent i reiterada i sense estar legítimament autoritzat, alguna de les conductes que preveu el Codi Penal si amb això s'altera greument el desenvolupament de la vida quotidiana de la víctima.
Les conductes a través de les quals es pot desenvolupar l’assetjament son:
1. Vigilar, perseguir o buscar la proximitat física respecte de la víctima.
2. Establir o intentar establir contacte amb la víctima a través de qualsevol mitjà de comunicació o per mitjà de terceres persones.
3. Mitjançant l’ús indegut de les dades personals de la víctima, adquirir productes o mercaderies o contractar serveis, o fer que terceres persones s'hi posin en contacte.
4. Atemptar contra la llibertat o el patrimoni de la víctima, o contra la llibertat o patrimoni d’una altra persona propera a aquesta.

Un Jutjat d’Instrucció de Tudela va ser el primer òrgan judicial a l’Estat espanyol en condemnar per aquest delicte arrel de la conformitat de l’acusat amb l’acusació dins un procediment de diligències urgents. La Sentència destaca el caràcter pluriofensiu del delicte que pot atemptar no només contra el bé jurídic de la llibertat, sinó també la seguretat, honor o intimitat, depenent de les accions en que l’assetjament es concreti.
La Sala penal del Tribunal Suprem d’Espanya en Ple va pronunciar-se per primera vegada sobre el delicte d’assetjament o stalking en la seva Sentència de 9 de maig de 2017 redactada pel magistrat Antonio Del Moral García.
La Sentència efectua una breu introducció històrica i de dret comparat sobre la incriminació del fenomen de l’assetjament des de la primera llei antistalking aprovada a Califòrnia l’any 1990 fins al moment de redacció de la Sentència.
Les característiques fonamentals del delicte es determinen en l'existència d’una sistemàtica reiteració de les conductes previstes al precepte penal, que han de perllongar-se mínimament en el temps, i que tingui capacitat d’alterar greument la vida ordinària de la víctima.
La Sentència de la Sala Penal del Tribunal Suprem d’Espanya de 12 de juliol de 2017 va reiterar aquesta interpretació recordant que la introducció del delicte d’assetjament al Codi Penal espanyol deriva de les obligacions assumides per l'Estat espanyol en ratificar el Conveni del Consell d’Europa per a prevenir i combatre la violència contra les dones i la violència domèstica, signat a Istanbul el dia 11 de maig de 2011.

### Andorra
En virtut de la Llei 18/2013, de 10 d'octubre, qualificada de modificació del Codi Penal andorrà es va incriminar per primera vegada la conducta d'assetjament en l'article 139 bis, en consonància amb les obligacions derivades del Conveni del Consell d’Europa per a prevenir i combatre la violència contra les dones i la violència domèstica, signat a Istanbul el dia 11 de maig de 2011.
La conducta es defineix com la de qui, amb la intenció d’instil·lar a una persona un sentiment de por per la seva seguretat, adopta de manera repetida i regular, directament o indirectament, un comportament amenaçador envers ella o les persones del seu entorn. El delicte està sancionat amb la pena de presó fins a un any o d’arrest i preveu una sanció agreujada pel cas que la conducta es faci sobre un menor d'edat o davant d'un menor d'edat.